# Javier Pastore
Javier Matías Pastore (Córdova, 20 de junho de 1989) é um ex-futebolista argentino que atuava como meio-campista.

## Carreira

### Início
Formado nas categorias de base do Talleres, foi revelado pelo clube no ano de 2007, mas veio a destacar-se no Huracán. Por lá o jogador foi vice-campeão do Torneio Clausura de 2009 do Campeonato Argentino, que a sua equipe perdeu na última rodada por 1–0 para o Vélez Sarsfield.

### Palermo
No dia 11 de julho de 2009, transferiu-se para o Palermo, da Itália. Após boas atuações, chamou a atenção da mídia esportiva, sendo o principal destaque da equipe na temporada 2009–10. Ao final da temporada, recebeu o prêmio Oscar del Calcio de melhor jogador jovem. No total pelo clube italiano, atuou em 82 partidas e marcou 16 gols.

### Paris Saint-Germain
Foi contratado pelo Paris Saint-Germain no dia 29 de julho de 2011. Marcou seu primeiro gol pela equipe no dia 11 de setembro, na vitória por 1–0 contra o Brest, válida pela Ligue 1.
Pastore assumiu a camisa 10 do PSG na temporada 2016–17, que anteriormente pertencia ao atacante sueco Zlatan Ibrahimović. Já na temporada 2017–18, cedeu a camisa 10 para o brasileiro Neymar e voltou a utilizar a camisa número 27.

### Roma
No dia 26 de junho de 2018, a Roma pagou 24,7 milhões de euros por Pastore, que assinou contrato até junho de 2023.

## Seleção Nacional

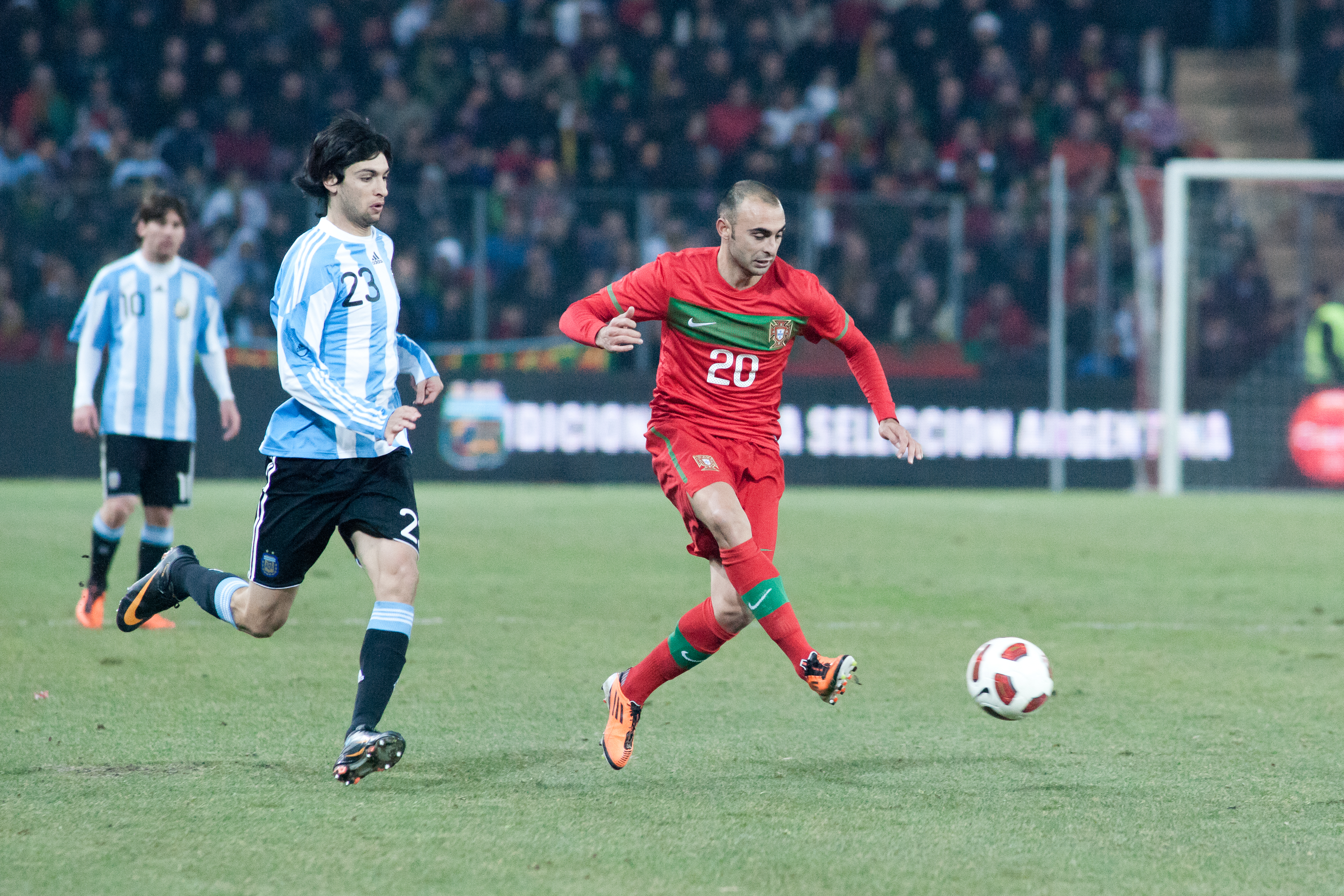
Pastore atuando pela Argentina em fevereiro de 2011, contra Portugal

Suas boas atuações pelo Palermo lhe renderam a primeira convocação para a Seleção Argentina, na época comandada por Diego Maradona. Estreou no dia 22 de dezembro de 2009, num amistoso não-oficial contra a Catalunha, já que esta não é reconhecida pela FIFA como uma Seleção.
No ano seguinte, foi convocado para a Copa do Mundo FIFA de 2010, realizada na África do Sul, onde foi reserva. Em 2011 representou a Seleção Argentina na Copa América.
Não foi convocado para disputar a Copa do Mundo FIFA de 2014, sediada no Brasil. O meia acabou sendo deixado de fora pelo treinador Alejandro Sabella, que afirmou preferir Ángel Di María. Já no ano seguinte, disputou quatro partidas da campanha argentina na Copa América de 2015, sagrando-se vice-campeão diante do país-sede, o Chile, na disputa por pênaltis. Pastore marcou um gol no dia 30 de junho, na goleada por 6–1 sobre o Paraguai, válida pela semifinal.
Em 2016 disputou a Copa América Centenário, sagrando-se outra vez vice-campeão ao perder mais uma vez para a Seleção Chilena, novamente nos pênaltis.

## Títulos
Paris Saint-Germain
- Ligue 1: 2012–13, 2013–14, 2014–15, 2015–16 e 2017–18[16]
- Supercopa da França: 2013, 2014, 2015, 2016 e 2017
- Copa da Liga Francesa: 2013–14, 2014–15, 2015–16, 2016–17 e 2017–18
- Copa da França: 2014–15, 2015–16, 2016–17 e 2017–18

### Prêmios Individuais
- Oscar del Calcio - Melhor jogador jovem: 2010
- 89º melhor jogador do ano de 2012 (The Guardian)[17]